# KWPN
KWPN, též holandský teplokrevník, je plemeno koně (název vznikl jako zkratka pro Koninklijk Warmbloed Paardenstamboek Nederland). Patří mezi teplokrevníky. V kohoutku má 165-175 cm. Jeden z nejznámějších zástupců tohoto plemene byl například Totilas, výrazný vraník s nádhernými pohyby, který dosáhl rekordních výsledků v drezurních zkouškách. Plemeno se hodí na parkur, drezuru, ale i do zápřahu. Jsou známi jako dobří spolupracovníci.

## Historie
Holandský teplokrevník vznikl jako zkřížením původních nizozemských plemen se zahraničními plemeny, zejména trakénskými a hannoverskými koňmi. Cílem bylo vyšlechtit koně, kteří by byli univerzální a využitelní jak ve sportu, tak i v práci v zemědělství.

## Charakteristika
Holandský teplokrevník má obvykle výšku v kohoutku 165-175 cm. Jedná se o všestranné plemeno, které vyniká ve sportovních disciplínách jako parkur a drezura, ale je také vhodné do zápřahu. Jsou to koně s dobrým temperamentem, snadno trénovatelní a ochotní spolupracovat s jezdcem.

## Využití
KWPN se v současnosti používá převážně v sportovních jezdeckých disciplínách. Výborně se uplatňuje v parkuru a drezuře, kde jeho zástupci dosahují vysokých výsledků. Plemeno je také oblíbené v zápřahu pro svou sílu a výkonnost.

## Slavní zástupci
- Totilas – Světově uznávaný drezurní kůň, který dosáhl mnoha rekordů a získal řadu titulů.
- Valegro – Další významný drezurní kůň, který získal zlaté medaile na mnoha soutěžích.